# Panorpa communis
Espèce
Panorpa communis est une espèce d'insectes mécoptères de la famille des Panorpidae et du genre Panorpa. C'est l'espèce de panorpe la plus commune en Europe occidentale. Toutes les espèces de ce genre sont connues sous le nom de mouches scorpions.

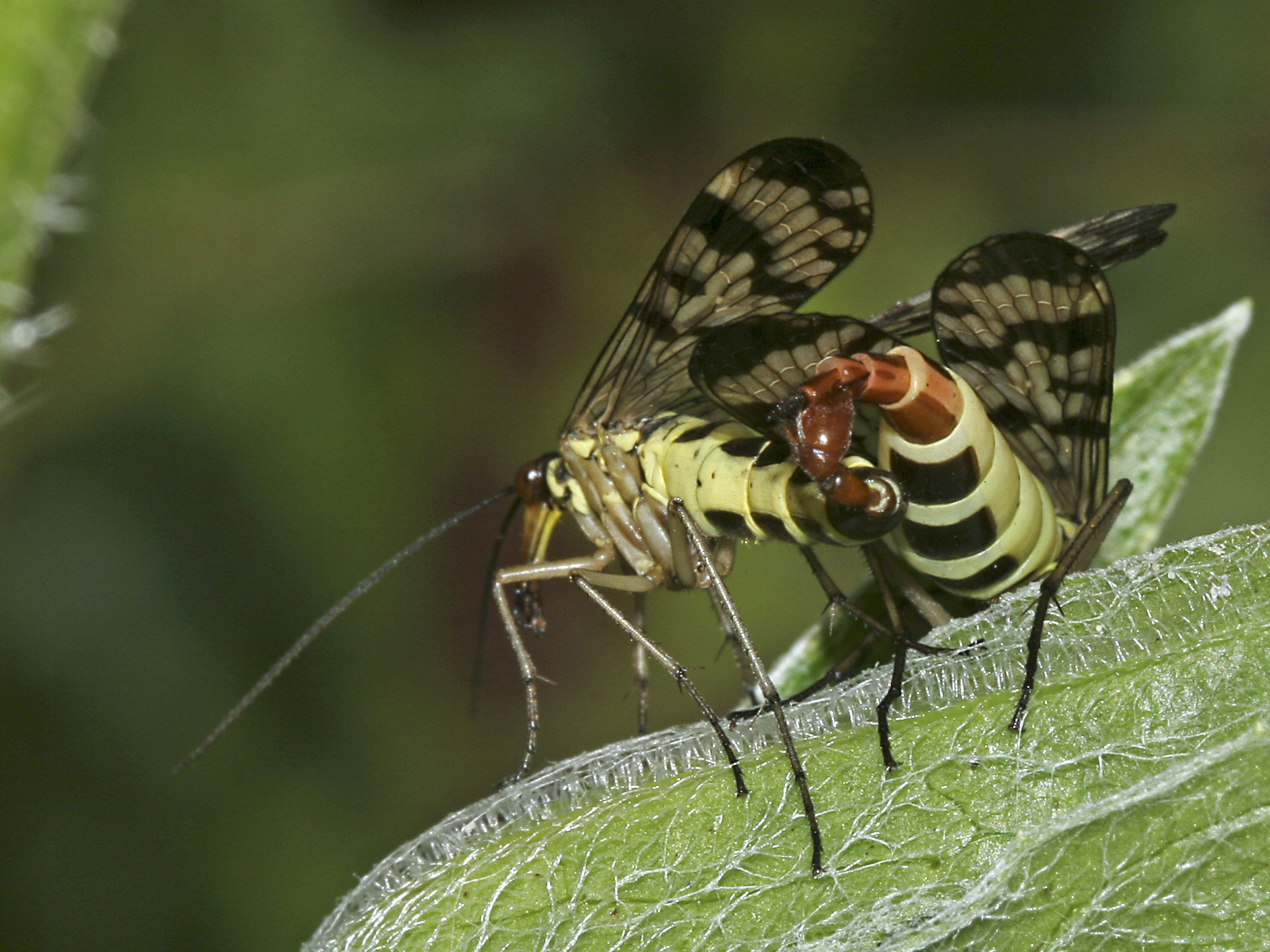
Accouplement de panorpes (mâle à gauche)
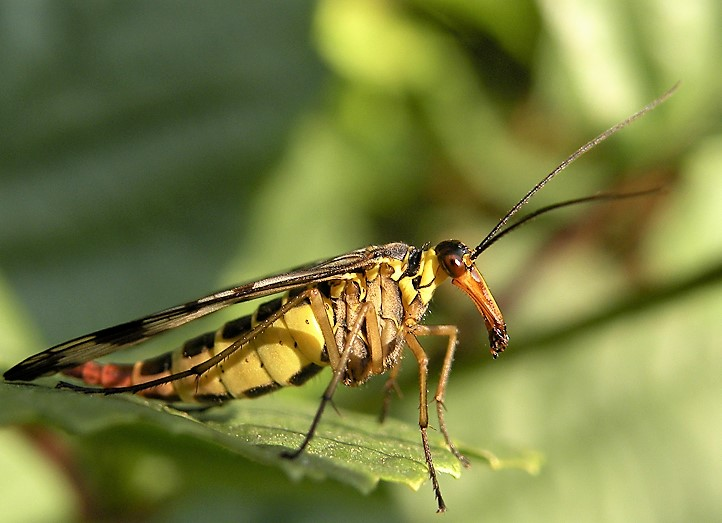
Mouche scorpion femelle

## Morphologie
Le genre est très facilement reconnaissable grâce à ses longues mandibules en forme de bec et ses 2 paires d'ailes tachetées. Le mâle possède un abdomen relevé faisant penser à une queue de scorpion (inoffensive). Il sert notamment pour l'accouplement. La reconnaissance de l'espèce est beaucoup plus délicate.

## Identification
Plusieurs autres espèces de Panorpes peuvent être confondues avec Panorpa communis. Les caractères qui permettent de distinguer P. communis des autres espèce non méditerranéennes d'Europe occidentales sont les suivants:
- Occiput noir ou brun foncé (Chez Panorpa cognata, l'occiput est rougâtre)
- Tache noire à la base de l'aile avant effacée ou ne s'étendant pas sur plus d'une cellule (Chez Panorpa vulgaris cette tache s'étend sur deux cellules ou plus)
- Chez le mâle, le sixième segment abdominal est conique et non surélevé à son extrémité (Chez Panorpa cognata ce segment est rectangulaire vu de côté)
- La bande noire située légèrement après le milieu de l'aile avant forme une bande transversale continue (Chez Panorpa germanica elle est généralement séparées en plusieurs points distincts. Lorsque ce n'est pas le cas, chez Panorpa germanica, la bande se sépare en deux bras symétrique du côté arrière de l'aile)

Les pièces génitales sont caractéristiques de chaque espèce et permettent de confirmer ou non les identifications lorsque les marques des ailes sont intermédiaires.

## Variabilité intraspécifique
Chez les différentes espèces de Panorpes, les taches des ailes sont parfois diagnostiques pour l'identification l'espèce. Mais celle-ci peuvent être très variable au sein des espèces. Les images suivantes illustrent leur variabilité  chez Panorpa communis.

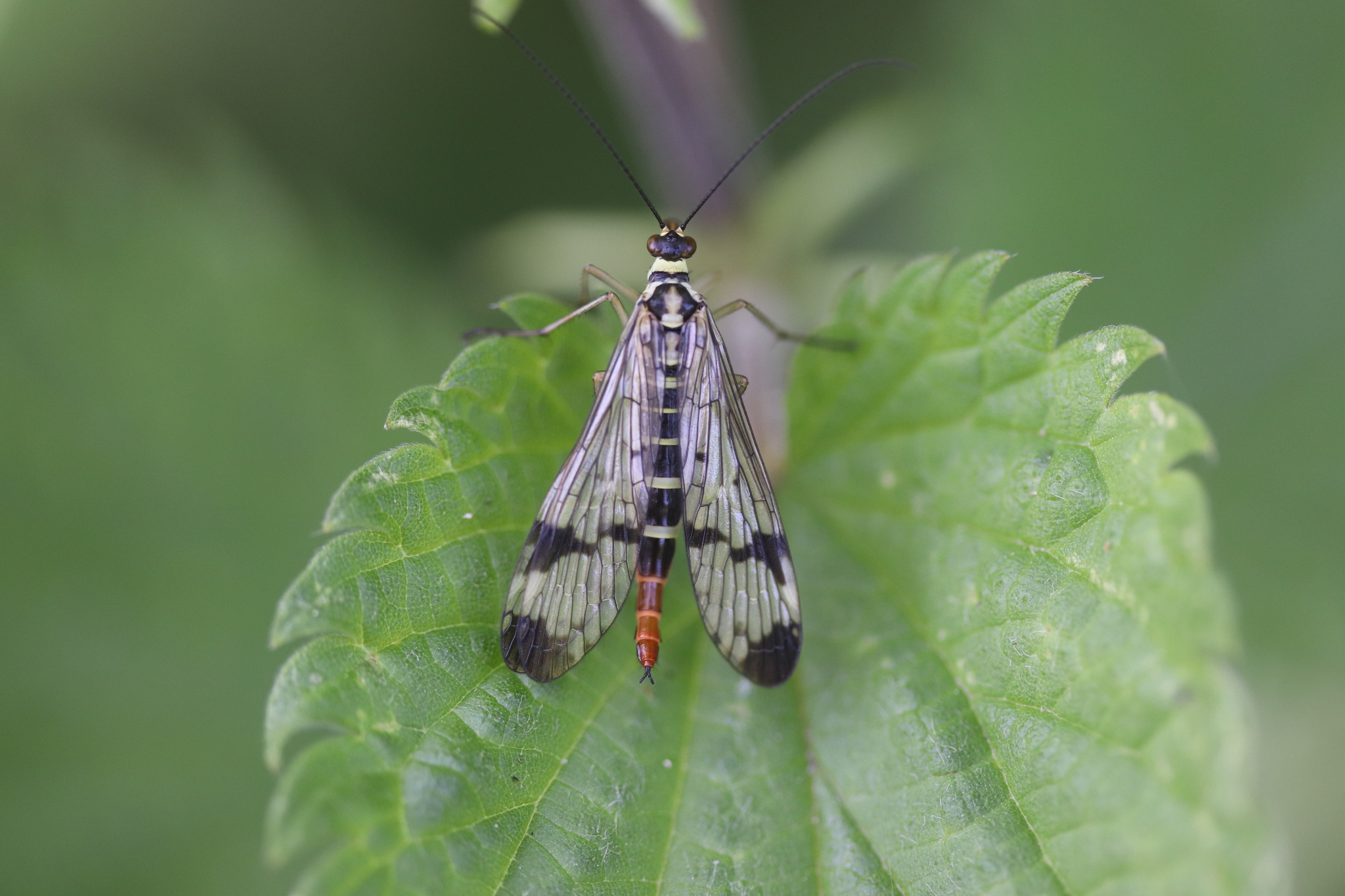
Ailes peu marquées.
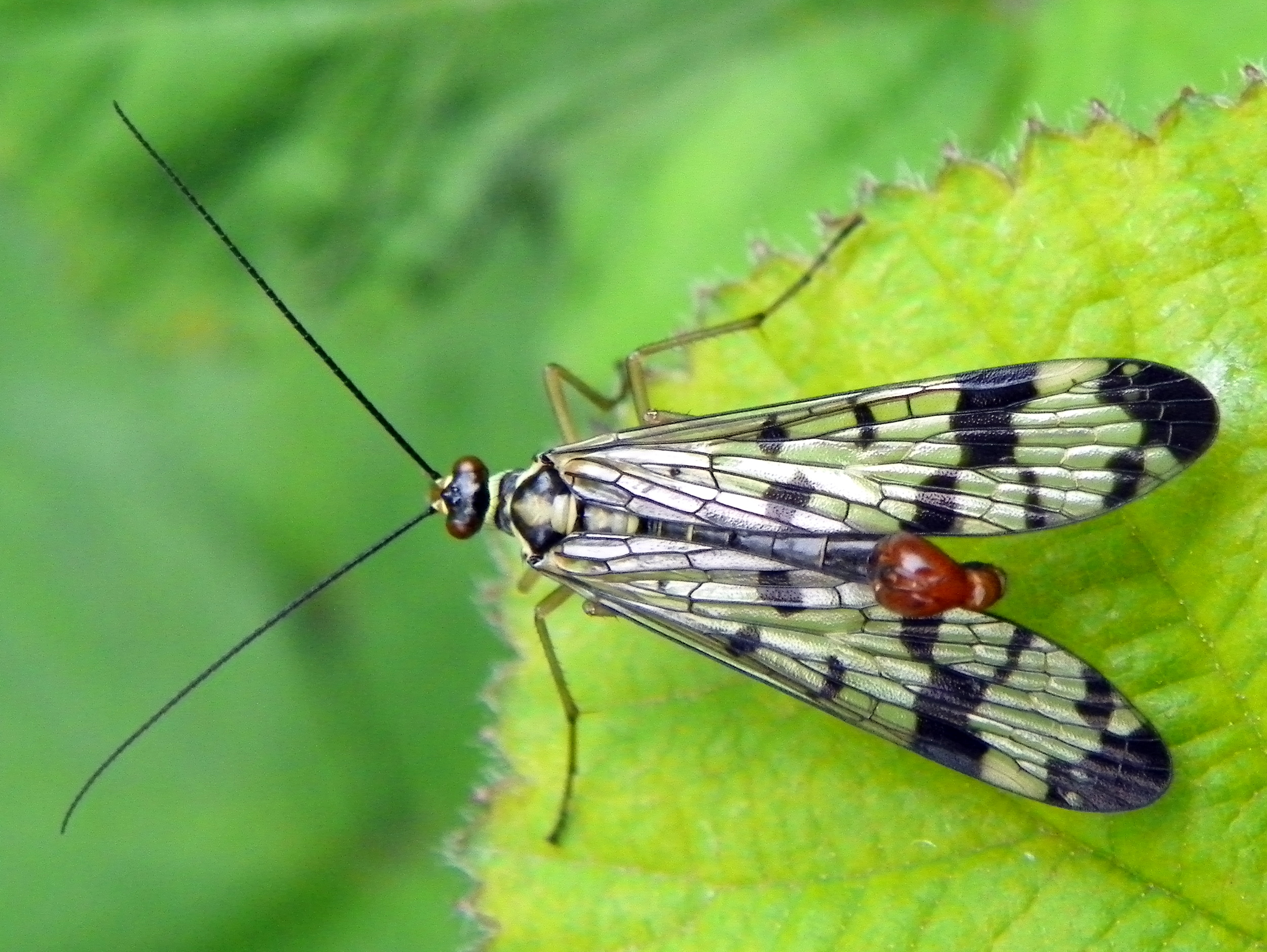
Ailes très marquées.

## Biologie
Les mouches scorpions sont des insectes carnivores qui se nourrissent d'autres insectes, notamment de mouches.
Elles n'hésitent pas à voler la nourriture stockée sur les toiles d'araignées ou à s'alimenter sur de petits animaux morts.

## Répartition
Eurasiatique.